# Baetis vaillanti
Baetis vaillanti is een haft uit de familie Baetidae. De wetenschappelijke naam van de soort is voor het eerst geldig gepubliceerd in 1931 door Navás.
De soort komt voor in het Palearctisch gebied.